# Chaumoux-Marcilly
Chaumoux-Marcilly is een gemeente in het Franse departement Cher (regio Centre-Val de Loire) en telt 101 inwoners (2009). De plaats maakt deel uit van het arrondissement Bourges.

## Geografie
De oppervlakte van Chaumoux-Marcilly bedraagt 16,0 km², de bevolkingsdichtheid is dus 6,3 inwoners per km².
De onderstaande kaart toont de ligging van Chaumoux-Marcilly met de belangrijkste infrastructuur en aangrenzende gemeenten.

## Demografie
Onderstaande figuur toont het verloop van het inwonertal (bron: INSEE-tellingen).